# 崔教振
崔教振（1953年11月24日—），是大韓民國的教育家，2014年7月1日起擔任世宗特別自治市教育監。

## 生平
崔教振高中就讀京東高等學校，後在公州師範大學語言教育系畢業，被視為進步派的教育人物。曾任全国教职员劳动组合副委员长。
2014年6月4日，崔教振在大韓民國第六屆教育监選舉中以23,482票擊敗三名候選人崔台鎬（韓語：최태호）、吳光錄（韓語：오광록）及洪淳承（韓語：홍순승）成為繼已逝世的申丁均後世宗特別自治市第二位教育監。
2025年8月13日，获总统李在明提名为社会副总理兼教育部部长。

## 选举结果
| 年度 | 選舉屆數      | 選舉职位 | 選舉區         | 所屬政黨 | 得票數 | 得票率 | 當選標記 | 備註 |
| ---- | ------------- | -------- | -------------- | -------- | ------ | ------ | -------- | ---- |
| 2012 | 4月11日补选   | 教育监   | 世宗特別自治市 | 無黨籍   | 12,364 | 27.05% |          |      |
| 2014 | 第6届地方选举 | 教育监   | 世宗特別自治市 | 無黨籍   | 23,482 | 38.17% |          |      |
| 2018 | 第7届地方选举 | 教育监   | 世宗特別自治市 | 無黨籍   | 64,207 | 50.07% |          |      |
| 2022 | 第8届地方选举 | 教育监   | 世宗特別自治市 | 無黨籍   | 44,905 | 30.83% |          |      |